# Nagato (stad)
Nagato (japanska: 長門市?, Nagato-shi) är en stad i den japanska prefekturen Yamaguchi och är belägen på den sydvästra delen av ön Honshū. Nagato fick stadsrättigheter 1954.. 2005 inkorporerades kommunerna Heki, Misumi och Yuya i staden.